# Teofania

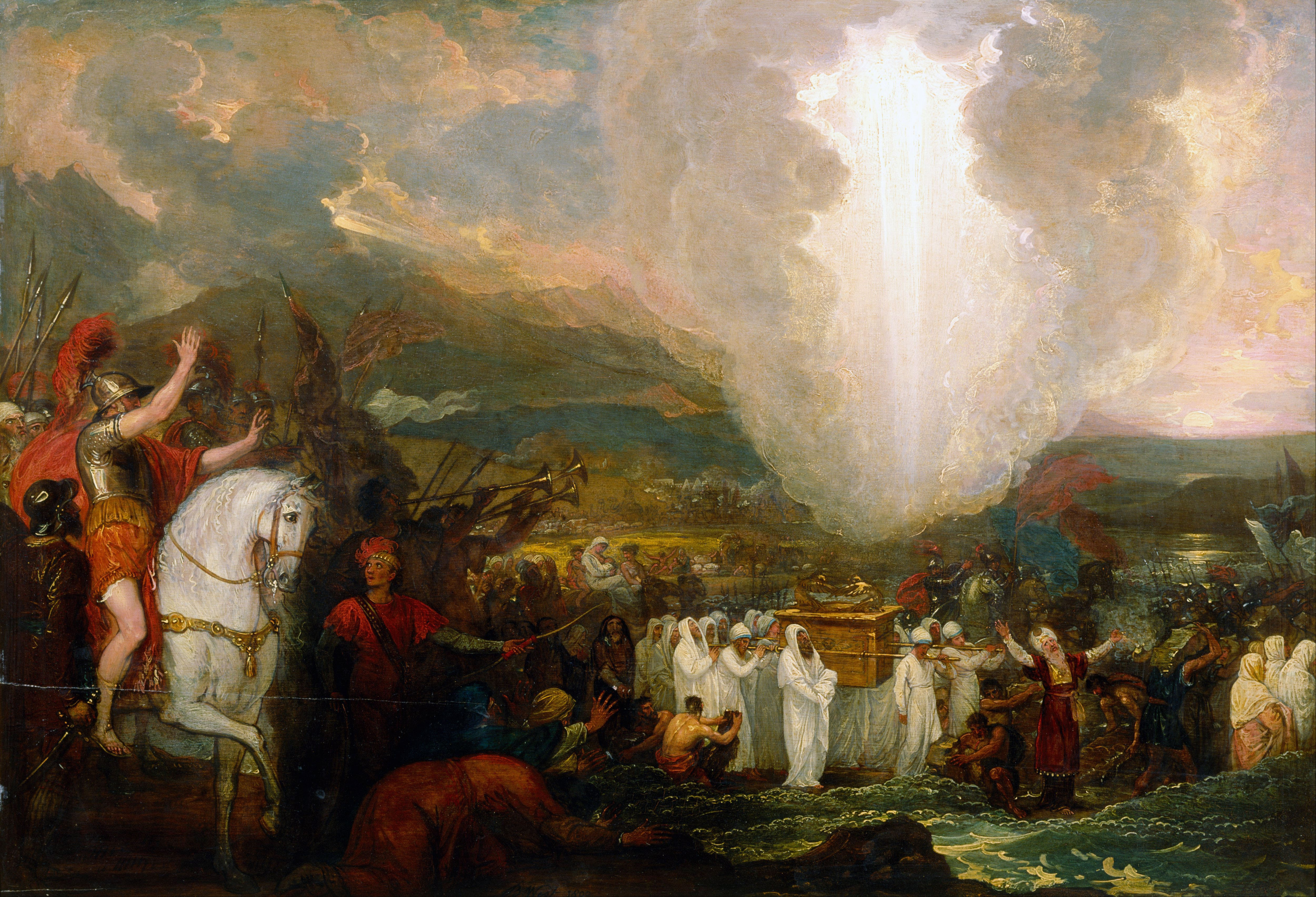
Josué passando pelo Rio Jordão com a Arca da Aliança, De Benjamin West (1800).

Teofania (do grego antigo (ἡ) θεοφάνεια theophaneia, que significa "aparência de uma divindade") é um encontro pessoal com uma divindade, no qual a manifestação de uma divindade ocorre de uma forma observável. Especificamente, "se refere à manifestação temporal e espacial de Deus de alguma forma tangível".
Aquando a divindade não assume forma tangível (manifestação externa), o termo mais amplo usado é revelação divina ou inspiração divina. Onde o espírito de deus se manifesta em uma pessoa, o termo usado é encarnação divina, avatar ou personificação da divindade.
Tradicionalmente, o termo "teofania" era usado para se referir às aparições dos deuses na Grécia Antiga e nas religiões do Oriente Próximo. Embora a Ilíada seja a fonte mais antiga de descrições de teofanias na Antiguidade clássica (que ocorrem em toda a mitologia grega), provavelmente a descrição mais antiga aparece na Epopeia de Gilgamés.